# علاقات الدنمارك الخارجية

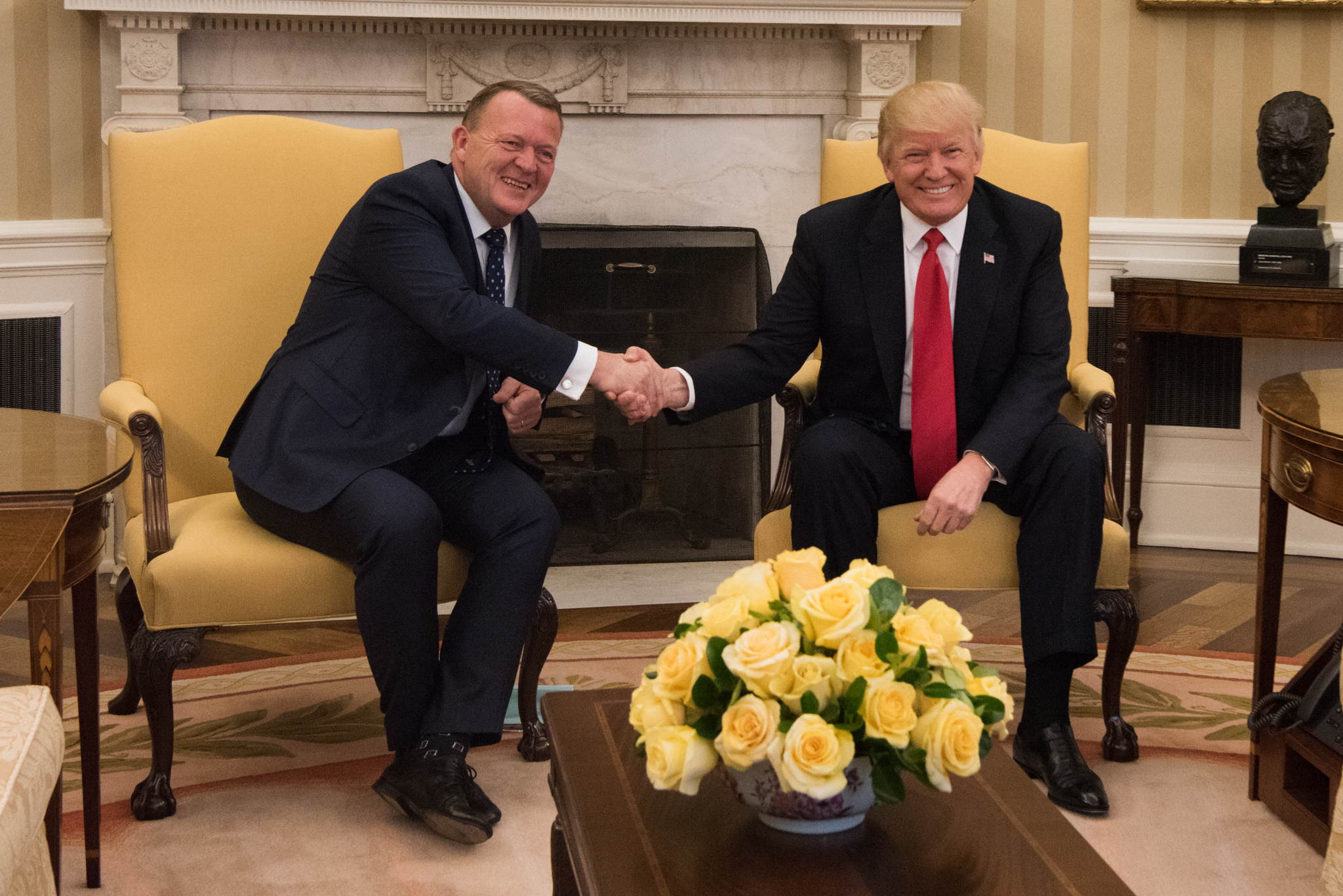
الوزير الدانماركي لارس لوك راسموسان يصافح الرئيس الأمريكي دونالد ترامب، أثناء اجتماع في البيت الأبيض بالعاصمة الأمريكية واشنطن، يوم 30 مارس 2017.

السياسة الخارجية للدنمارك تستند إلى هويتها كدولة ذات سيادة في أوروبا والقطب الشمالي وشمال المحيط الأطلسي. لذا فإن تركيز سياستها الخارجية الأساسية ينصب على علاقاتها مع الدول الأخرى كدولة ذات سيادة تتكون من ثلاثة بلدان: الدنمارك وجرينلاند وجزر فارو. وتتمتع مملكة الدنمارك بعلاقات جيدة مع الدول الأخرى منذ وقت طويل. وقد شاركت في تنسيق المساعدة الغربية لدول البلطيق (إستونيا، ولاتفيا، وليتوانيا). وتعد الدنمارك داعمة قوية لعمليات حفظ السلام الدولية. شاركت القوات الدنماركية بشكل كبير في يوغوسلافيا السابقة في قوة الحماية التابعة للأمم المتحدة (الأونبروفور)، مع قوات الناتو، والآن مع قوة تحقيق الاستقرار في البوسنة والهرسك (سيفور). ودعمت الدنمارك بقوة العمليات الأمريكية في أفغانستان وساهمت ماليًا وماديًا في قوة المساعدة الدولية لإرساء الأمن في أفغانستان (إيساف). هذه المبادرات هي جزء من «السياسة الخارجية النشطة» للدنمارك. تنتهج مملكة الدنمارك اليوم سياسة خارجية نشطة، بدلًا من السياسة الخارجية التكيفية التقليدية لوحدة المملكة، وفيها يجب الدفاع بنشاط عن حقوق الإنسان والديمقراطية والقيم الأساسية الأخرى. في السنوات الأخيرة، ضمنت جرينلاند وجزر فارو صوتهما في قضايا السياسة الخارجية، مثل صيد الأسماك وصيد الحيتان والأمور الجيوسياسية.
بعد الحرب العالمية الثانية، أنهت الدنمارك سياسة الحياد التي استمرت لمئتي عام. كانت الدنمارك عضوًا في الناتو منذ تأسيسه في عام 1949، وما تزال العضوية في الناتو تحظى بشعبية كبيرة. كانت هناك عدة مواجهات خطيرة بين الولايات المتحدة والدنمارك حول السياسة الأمنية في ما يسمى «فترة الهامش» (1982-1988)، عندما أجبرت أغلبية برلمانية بديلة الحكومة على تبني مواقف وطنية محددة بشأن القضايا النووية ومراقبة التسلح. تدخلت الغالبية البديلة في هذه القضايا لأن الحزب الليبرالي الاجتماعي (راديكال فينستر) دعم الأغلبية الحاكمة في قضايا السياسة الاقتصادية، لكنه كان ضد بعض سياسات الناتو وصوت مع اليسار في هذه القضايا. قبلت حكومة يمين الوسط بقيادة المحافظين هذا التنوع من «برلمانية الأقلية»، أي دون جعلها مسألة بقاء البرلمان للحكومة. مع نهاية الحرب الباردة، كانت الدنمارك تدعم أهداف السياسة الأمريكية في الحلف.
يُعرف الدنماركيون بأنهم أوروبيون «مترددون». عندما رفضوا التوقيع على معاهدة ماستريخت في 2 يونيو عام 1992، وتسببوا بتعليق خطط المفوضية الأوروبية الخاصة بالاتحاد الأوروبي. في ديسمبر عام 1992، وافقت بقية دول الاتحاد الأوروبي على إعفاء الدنمارك من جوانب معينة من الاتحاد الأوروبي، بما في ذلك سياسة الأمن والدفاع المشتركة، والعملة المشتركة، والمواطنة في الاتحاد الأوروبي، وجوانب معينة من التعاون القانوني. وجرت الموافقة على معاهدة أمستردام في استفتاء 28 مايو عام 1998. وفي خريف عام 2000، رفض المواطنون الدنماركيون عضوية مجموعة عملة اليورو في استفتاء. وجرى التوقيع على معاهدة لشبونة من قبل البرلمان الدنماركي وحده. ولم يُنظر إليه على أنه تنازل عن السيادة الوطنية، الذي كان يعني إجراء استفتاء وفقًا للمادة 20 من الدستور.

## التاريخ
في عام 1807 كانت الدنمارك محايدة لكن بريطانيا قصفت كوبنهاغن واستولت على البحرية الدنماركية، وأصبحت الدنمارك حليفة لنابليون. بعد هزيمة نابليون العميقة في روسيا عام 1812، عرض الحلفاء مرارًا وتكرارًا على الملك فريدريك السادس اقتراحًا بتغيير الجوانب والانفصال عن نابليون. رفض الملك. لذلك، في سلام كيل عام 1814، اضطرت الدنمارك للتنازل عن النرويج للسويد. وهكذا أصبحت الدنمارك واحدة من الخاسرين الرئيسيين في الحروب النابليونية. صور التأريخ الدنماركي الملك فريدريك السادس على أنه عنيد وغير كفء، ويحركه الولاء الأعمى لنابليون. ومع ذلك، فإن النهج التاريخي الدنماركي الأحدث يؤكد أن الدولة الدنماركية كانت متعددة الأقاليم، وتضمنت مملكة النرويج شبه المنفصلة. كانت تعتمد بالغذاء على واردات الحبوب التي يسيطر عليها نابليون، وكانت قلقة بشأن الطموحات السويدية. من وجهة نظر الملك، دعت هذه العوامل إلى التحالف مع نابليون. علاوة على ذلك، توقع الملك أن تنتهي الحرب في مؤتمر دولي تفاوضي، وقد لعب نابليون دورًا قويًا شمل إنقاذ النرويج لصالح الدنمارك.

### 1900-1945
ردت الحكومة الدنماركية على الحرب العالمية الأولى بإعلان الحياد 1914-1918. وقد حافظت على هذا الوضع حتى عام 1945، ووفقًا لذلك كيّفت التجارة، والأمور الإنسانية، والدبلوماسية، والمواقف. وهكذا أعادت الحرب تشكيل العلاقات الاقتصادية واختلفت موازين القوى المحلية.

### 1990-
منذ نهاية الحرب الباردة، أصبحت الدنمارك أكثر دعمًا للسياسة الخارجية للولايات المتحدة. دعمت الدنمارك الغزو الأمريكي للعراق في عام 2003 وساهمت في الغزو. شاركت الدنمارك أيضًا في حرب أفغانستان. زادت الدنمارك من مشاركتها في العمليات العسكرية وعمليات حفظ السلام مقارنة بفترة ما قبل الحرب الباردة. شاركت الدنمارك فقط في 13 عملية عسكرية من عام 1945 حتى عام 1989، بينما شاركت في 76 عملية عسكرية بين عامي 1990 و2018.

## النزاعات الدولية
- جزيرة هانز: هي جزيرة تقع بين جرينلاند وجزر القطب الشمالي الكندية. وحدودها متنازع عليها بين كندا والدنمارك (دولة الدنمارك مسؤولة عن العلاقات الخارجية لجرينلاند). اندلع هذا النزاع مرة أخرى في يوليو عام 2005 بعد زيارة وزير كندي إلى الجزيرة المتنازع عليها.[15]
- القطب الشمالي: تحاول الدنمارك إثبات أن القطب الشمالي متصل جغرافيًا بجرينلاند. إذا جرى إثبات مثل هذا الدليل، ستطالب المملكة بالقطب الشمالي.[16]